# Kamieniec (Kielce)
Pour les articles homonymes, voir Kamieniec.
Kamieniec est une localité polonaise de la gmina de Bodzentyn, située dans le powiat de Kielce en voïvodie de Sainte-Croix.